# Vera Holme

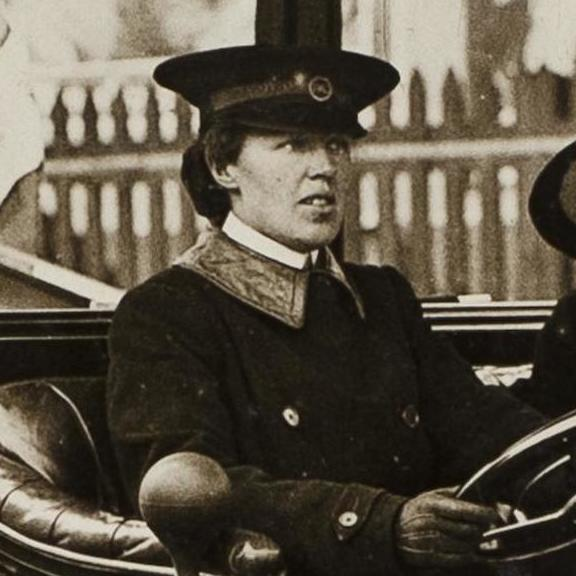
Vera Holme (1910)

Vera Louise Holme, auch Vera Jack Holm (* 29. August 1881 in Birkdale, Southport; † 1. Januar 1969 in Glasgow), war eine englische Schauspielerin und Suffragette. Sie wurde bekannt als Fahrerin von Emmeline Pankhurst.

## Leben
Vera Holme wurde 1881 als Tochter von Mary Louisa Crowe und Richard Holme, einem Holzhändler in Birkdale, geboren. Sie hatte einen Bruder. Über ihre Ausbildung ist wenig bekannt; in jungen Jahren wurde sie in eine Klosterschule in Belgien zur Ausbildung gegeben. Sie soll eine gute Geigerin und Sängerin gewesen sein und gehörte in der 1906–1907 und der 1908–1909 Saison zum Frauenchor der D’Oyly Carte Opera Company, die das alleinige Aufführungsrecht der komischen Opern von Gilbert und Sullivan hielt. Auch legen Fotos von ihr, die sich in der Frauenbibliothek der London School of Economics befinden, nahe, dass sie in Amateurtheatern manchmal in Hosenrollen und mindestens einmal in einer komischen Oper von Gilbert und Sullivan aufgetreten war.

## Wirken als Suffragette
Holme lernte etwas später Elizabeth Robins, Kitty Marion, Edith Craig, Inez Bensusan, Ellen Terry, Lillah McCarthy, Sybil Thorndike, Lena Ashwell, Christabel Marshall, Lillie Langtry und Nina Boucicault von der Actresses' Franchise League (AFL) kennen, einer Vereinigung von Schauspielerinnen, die sich neben der Bildung für Frauen auch für das Frauenwahlrecht einsetzte. Das Treffen fand im Criterion Restaurant am Piccadilly Circus statt.
Mitglied bei der Women’s Social and Political Union (WSPU) wurde Holme im Jahr 1908. Zunächst arbeitete sie mit Annie Kenney, Clara Codd und Elsie Howey zusammen und lernte Mary Blathwayt kennen, deren Vater, Captain Linley Blathwayt, die Organisation unterstützte und für sie ein Rückzugshaus erbaute, das „Eagle House“ oder „Suffragette Rest“. Holme war lesbisch, und das Eagle House wurde ein Treffpunkt für die Frauen, zu denen auch Christabel Pankhurst gehörte.

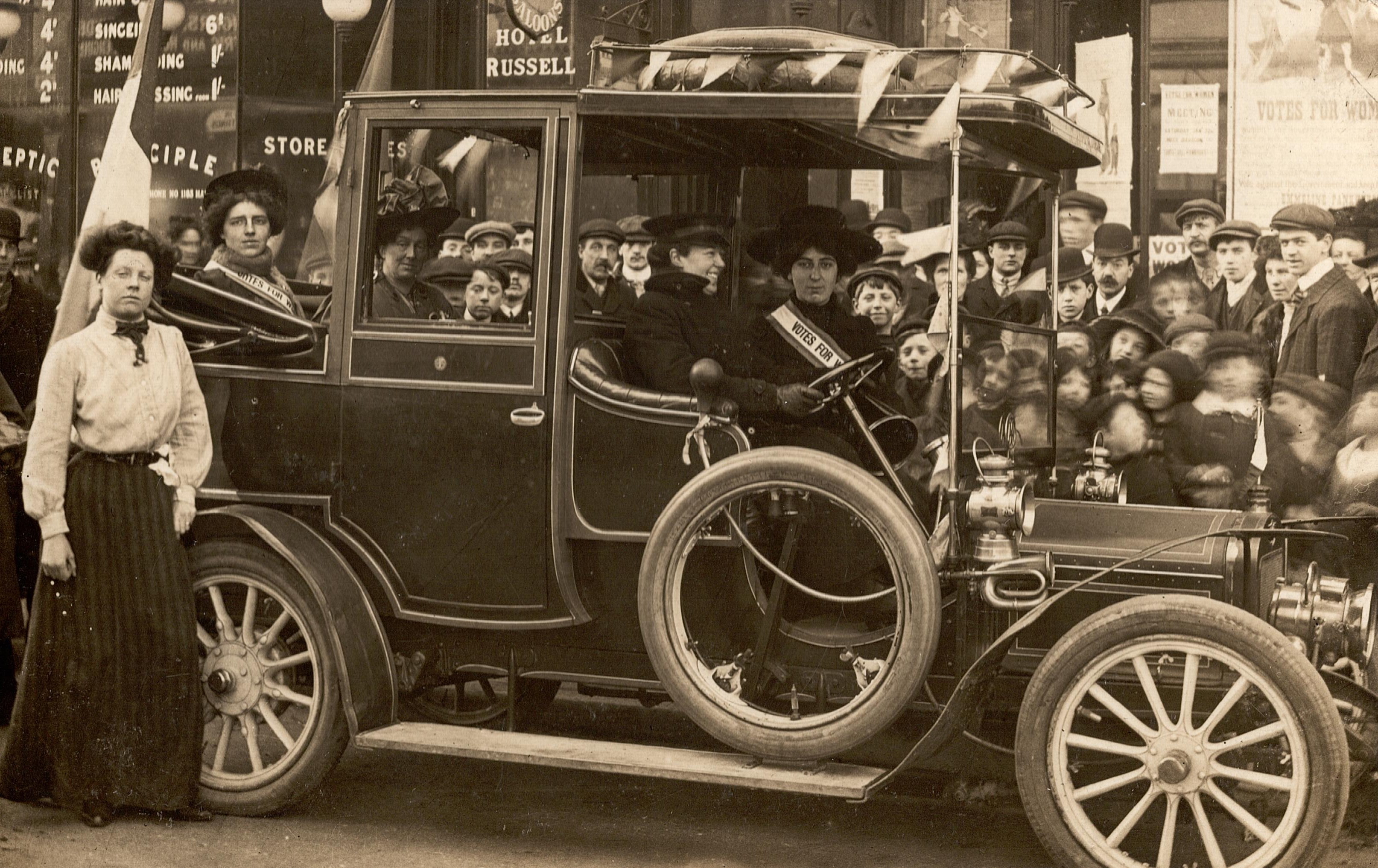
Vera Holme als Fahrerin von Emmeline Pankhurst

Durch die Spende einer Unterstützerin der WSPU konnte ein Auto für Emmeline Pankhurst gekauft werden, damit sie das Land bereisen konnte. Vera Holme wurde zu ihrer Chauffeurin ernannt. Vermutlich hatte sie das Autofahren erlernt, als sie mit der Theatertruppe das Land bereist hatte.
Holme trat im November 1909 als Hannah Snell im Stück A Pageant of Great Women von Cicely Hamilton auf, welches von der Actresses' Franchise League aufgeführt wurde. Sie gehörte weiterhin der WSPU an, und Linley Blathwayt pflanzte 1910 einen Baum zu ihren Ehren in seinem „Suffragetten-Arboretum“. Nach einem Steinwurf wurde sie 1911 zu fünf Tagen Haft verurteilt. Ab 1911 lebte sie mit Evelina Haverfield zusammen.

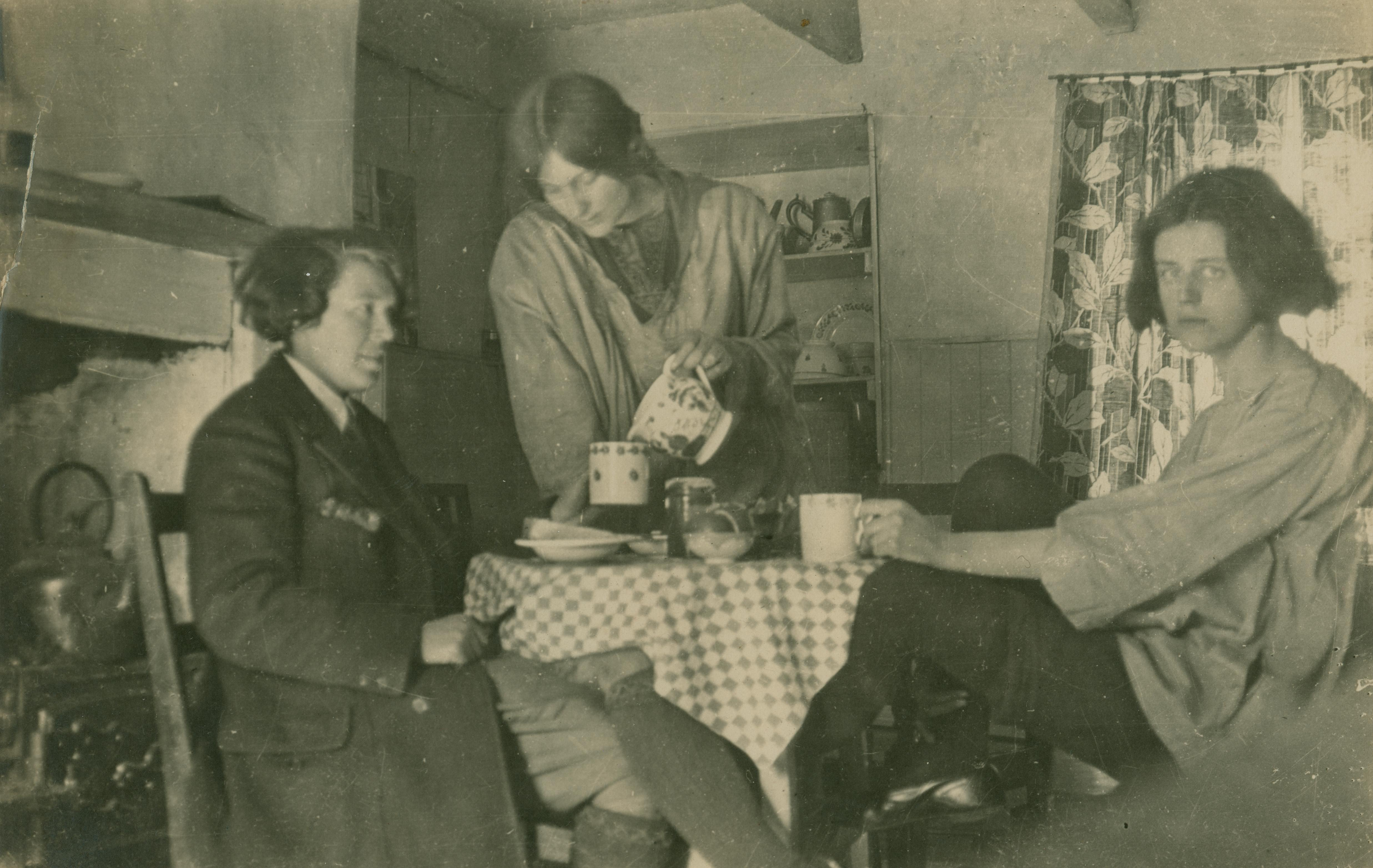
Vera Holme (links, 1918)

England erklärte am 4. August 1914 Deutschland den Krieg. Bereits zwei Tage später erklärte die National Union of Women’s Suffrage Societies, dass sie alle politischen Aktionen aussetzen würde, bis der Krieg beendet wäre. Auch die Führung der Women’s Social and Political Union begann mit der Regierung zusammenzuarbeiten, und am 10. August verkündete die Regierung, dass alle inhaftierten Suffragetten freigelassen würden. Emmeline Pankhurst erklärte, dass sie ihren militanten Widerstand einstellen und sich zum Kriegsdienst bereit erklären würde. Evelina Haverfield gründete 1914 das Women’s Emergency Corps, eine Organisation, in der Frauen zu Ärztinnen, Krankenschwestern und Motorradbotinnen für den Einsatz an der Front ausgebildet wurden. Holme wurde Majorin im Corps und übernahm 1915 die Verantwortung für die Pferde und Lastwagen des in Serbien befindlichen Scottish Women’s Hospitals for Foreign Service. Die Leiterin des Krankenhauses Elsie Inglis schickte Holme nach London, um dem Kriegsminister Lord Derby Bericht über die Lage der serbischen Armee an der rumänischen Front zu erstatten.
Haverfield starb an einer Lungenentzündung im Jahr 1920. Sie hinterließ Holme eine lebenslange jährliche Rente in Höhe von £50. Holme lebte nun mit Margaret Greenless und Margaret Ker zusammen, zudem verbrachte sie Zeit mit Edith Craig, Clare Atwood und Christabel Marshall, die eine Ménage-à-trois gebildet hatten. Weitere Besucher waren Radclyffe Hall, Una Troubridge, Vita Sackville-West und Virginia Woolf.
Vera Holme starb am 1. Januar 1969 im Alter von 87 Jahren in Glasgow an Nierenversagen und Arteriosklerose.